# Học thuyết quân sự
Học thuyết quân sự là tư tưởng chỉ dẫn cách chính yếu một quân đội chiến đấu trong một cuộc chiến tranh, bao gồm mặt trận, chiến dịch, trận đánh. Đây là cơ sở nền tảng cho quốc gia trong các hoạt động phòng thủ, phản công hay tấn công. Học thuyết quân sự xác định nội dung cơ bản của chính sách quân sự và hoạt động quân sự.